# Jellingbægeret
Jellingbægeret er en kop af sølv fra vikingetiden, der blev fundet i den 18. september 1820 i gravkammeret i Nordhøjen i Jelling, Jylland. Bægeret er meget velbevaret og er det bedst kendte fund fra Jellinghøjene. Det er dateret til omkring år 950.

## Beskrivelse
Jellingbægeret er 4,3 cm højt. Det består af to dele; en kop og en stilk med profil, der er støbt hver for sig og herefter samlet. Koppen er en keglestub, der for oven er omkring 5 cm og for neden 3,5 cm. Den består af næsten rent sølv og vejer 120,56 g. Indersiden af koppen er forgyldt. Ydersiden af koppen er dekoreret figurer udført med niello og forgyldning. Den særlige ornamentik på bægeret ses også på Jellingstenene og kaldes jellingstil.